# شاخ‌دراز باتوس
شاخ‌دراز باتُس (نام علمی: 'Batus barbicornis') گونه‌ای سوسک است که در تیره سوسک‌های شاخ‌دراز (نام علمی: 'Cerambycidae') قرار دارد. این گونه در سال ۱۹۶۴ توصیف علمی شد. 